# Valentín Carboni
Valentín Carboni (Buenos Aires, 5 maart 2005) is een Argentijns voetballer die bij voorkeur als aanvallende middenvelder speelt. Hij wordt door Inter Milan verhuurd aan AC Monza.

## Clubcarrière
Op 1 oktober 2022 debuteerde Carboni voor Inter Milan in de Serie A tegen AS Roma. Op 1 november 2022 debuteerde hij in de Champions League tegen Bayern München. In juli 2023 werd zijn contract verlengd tot medio 2028. Tijdens het seizoen 2023/24 wordt Carboni verhuurd aan reeksgenoot AC Monza.

## Interlandcarrière
Carboni debuteerde op 26 maart 2024 voor Argetinië in een oefeninterland tegen Costa Rica. Hij viel na 82 minuten in voor Ángel Di María.